# Jennifer Beattie
Jennifer Patricia Beattie, MBE (* 13. Mai 1991 in Glasgow) ist eine schottische ehemalige Fußballspielerin. Zuletzte spielte die offensivstarke Abwehrspielerin 2024 in der National Women’s Soccer League für den Bay FC, zuvor fünf Spielzeiten für Arsenal Women FC und von 2008 bis 2022 international für die schottische Fußballnationalmannschaft. Sie hat mehr als 100 Länderspiele bestritten.

## Karriere

### Verein

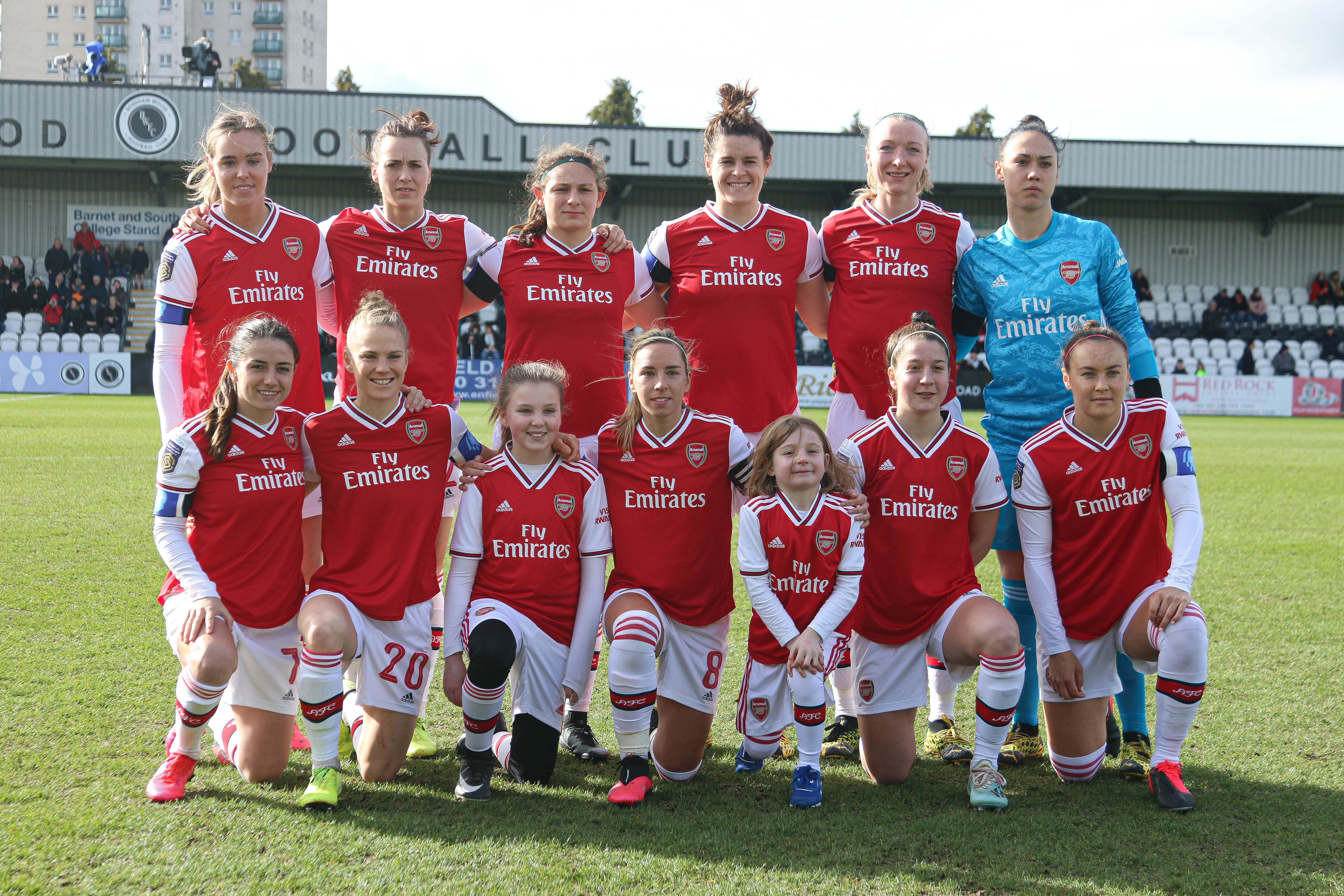
Beattie (hinten, 3. von rechts) im Januar 2020 mit der Mannschaft des Arsenal Women FC

Beattie begann ihre Karriere bei Hamilton Academical und dem FC Queen’s Park. Nach einem Jahr bei Celtic in der Scottish Women’s Premier League wechselte Beattie als aktuelle Nationalspielerin ihres Landes zu den Arsenal Ladies nach England. Dort konnte sie mit dem Verein zahlreiche Titel gewinnen, darunter die Englische Meisterschaft in den Jahren 2011 und 2012. Nachhaltigen Eindruck hinterließ sie am 8. November 2009, als sie gegen den Ortsrivalen Chelsea einen 0:2-Halbzeitrückstand durch einen lupenreinen Hattrick in einen 3:2-Sieg verwandelte. Für Arsenal bestritt sie insgesamt 25 Spiele in vier Spielzeiten der UEFA Women’s Champions League und erzielte dabei acht Tore, wobei sie zunächst im Viertelfinale am FCR 2001 Duisburg, dann im Halbfinale am späteren Sieger Olympique Lyon, dann nochmals im Halbfinale am 1. FFC Frankfurt und zuletzt im Halbfinale am späteren Sieger VfL Wolfsburg scheiterten.
Zur Saison 2013/14 wechselte sie in die französische Division 1 Féminine und spielte dort für HSC Montpellier zwei Spielzeiten, die die Mannschaft jeweils auf dem vierten Platz abschloss. Danach kehrte sie zurück nach England und spielt seitdem für Manchester City. Nach Abschluss der Saison 2015 ging sie für die Zwischensaisonzeit nach Australien und spielte unter anderem zusammen mit Kim Little und der Waliserin Jessica Fishlock für Melbourne City FC. Bei Manchester spielt sie seit 2016 zusammen mit ihrer Nationalmannschaftskameradin Jane Ross, die mit acht Toren maßgeblichen Anteil an der ersten Meisterschaft der Citizen-Ladies hatte. Für ManCity bestritt sie bisher 14 Spiele in der UEFA Women’s Champions League. 2017/18 kamen sie bis ins Halbfinale, 2018/19 war dagegen bereits im Sechzehntelfinale Schluss.
Im Juli 2018 nahm sie mit der Mannschaft am erstmals ausgespielten Women’s International Champions Cup teil, wo im Halbfinale Olympique Lyon der Gegner war. Mit 0:3 wurde auch dieses Spiel verloren. Das Spiel um Platz 3 konnte dann mit 2:1 gegen Paris Saint-Germain gewonnen werden.
Zur Saison 2019/20 kehrte sie zu Arsenal zurück. In der aufgrund der COVID-19-Pandemie vorzeitig beendeten Saison kam sie zu zehn Einsätzen in der Liga. In der UEFA Women’s Champions League 2019/20 wurde sie in den vier Sechzehntel- und Achtelfinalspielen vor der Corona-Pause und im Viertelfinale nach der Pause eingesetzt. Das Viertelfinale gegen Paris Saint-Germain wurde dann aber mit 1:2 verloren. In der UEFA Women’s Champions League 2021/22 wurde nach vier Siegen in der Qualifikation die erstmals ausgetragene Gruppenphase erreicht. In dieser wurden sie hinter Vorjahressieger FC Barcelona Zweite, da sie den direkten Vergleich gegen die punktgleiche TSG 1899 Hoffenheim mit 4:0 und 1:4 gewonnen hatten. Beattie kam in den vier Qualifikationsspielen und vier Gruppenspielen zum Einsatz. Im Viertelfinale trafen sie auf die Frauen des VfL Wolfsburg. Nach einem 1:1 im Heimspiel wurde in Wolfsburg mit 0:2 verloren, sie wurde dabei aber nicht eingesetzt. In der UEFA Women’s Champions League 2022/23 wurde sie in vier von sechs Gruppenspielen eingesetzt, die Arsenal als Gruppensieger abschloss.
Im Februar 2024 wechselte sie zum Bay FC, dem neuen Franchise in der NWSL. Im Januar 2025 gab sie ihr Karriereende bekannt, kam im aber im März 2025 als Content Contributor und Match Day Host  zurück.

### Nationalmannschaft

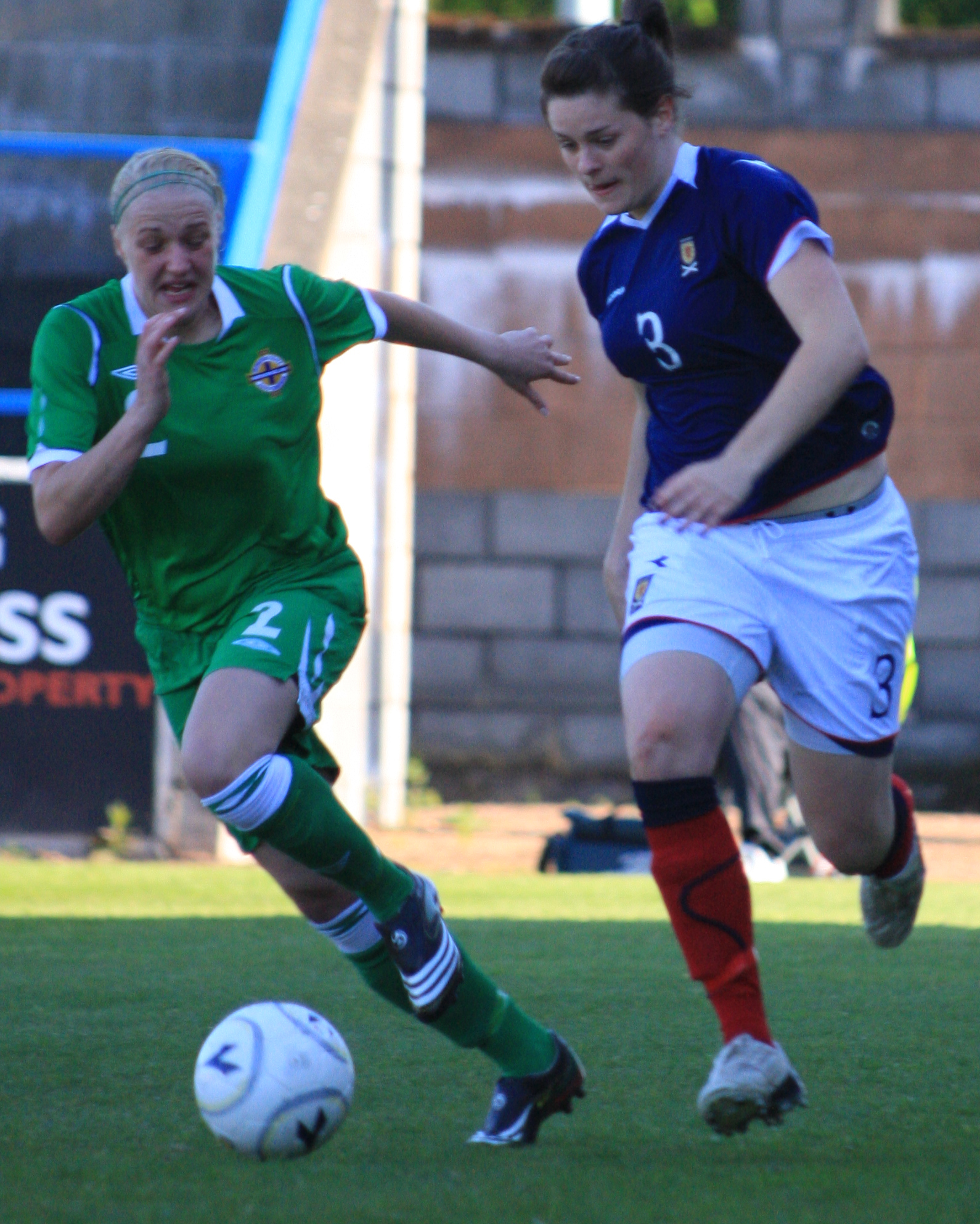
Beattie (re.) am 12. Mai 2009 im Länderspiel gegen Nordirland

Beattie bestritt für die schottische U-19-Mannschaft 14 Spiele und nahm an den U-19-Fußball-Europameisterschaften 2008 und 2010 sowie den Qualifikationen dazu teil, wo sie unter anderem mit Rachel Corsie, Kim Little und Jane Ross zusammenspielte. Während sie in den Qualifikationen insgesamt sechs Tore schoss, gelang ihr bei den Endrunden, bei denen die Schottinnen kein Spiel gewannen, nur ein Tor. Nach 2010 konnte sich die schottische U-19-Mannschaft nur noch einmal im Jahr 2014 qualifizieren.
Für die schottische Fußballnationalmannschaft debütierte Beattie am 5. März 2008 gegen die U-20-Mannschaft der USA, als sie für Leanne Ross eingewechselt wurde. Das Spiel fand im Rahmen des ersten Zypern-Cup 2008 statt, bei dem die Schottinnen den letzten Platz belegten, und gilt nicht als offizielles Länderspiel. Ihr erstes offizielles Länderspiel folgte zwei Tage später, wobei sie im Gruppenspiel gegen die Niederlande in der Startelf stand. Sie war dann sofort Stammspielerin und fehlte in den während ihrer Zeit ausgetragenen Länderspielen nur 16-mal, aber nie häufiger als zweimal in Folge. Ihr erstes Tor konnte sie zwei Monate später am 3. Mai 2008 beim 4:1-Sieg in einem EM-Qualifikationsspiel gegen Portugal erzielen. Ein für die Schottinnen besonders bedeutendes Tor erzielte sie am 4. März 2011, als die Schottinnen erstmals seit dem 29. Mai 1977 wieder ein offizielles Länderspiel gegen England gewannen. Am 5. Februar 2012 erzielte sie beim 5:1 gegen Nordirland vier Tore, davon die letzten drei als „lupenreinen“ Hattrick in der 83., 87. und 89. Minute.
Am 20. August 2014 wurde sie beim Spiel gegen Portugal beim Stand von 1:0 in der Schlussminute wegen einer Notbremse vom Platz gestellt und die Portugiesinnen konnten durch den fälligen Strafstoß noch ausgleichen.
In der Qualifikation für die EM 2009 scheiterten die Schottinnen in den Play-offs an Russland, in der Qualifikation für die EM 2013 in den Play-offs durch ein Last-Minute-Tor an Spanien und in der Qualifikation für die WM 2015 in der ersten Runde der Entscheidungsspiele an den Niederländerinnen.
Nachdem sie ein Testspiel gegen Schweden im Januar 2016 wegen des Liga-Finales in Australien verpasst hatte, wurde sie für ein Testspiel im März gegen Spanien wieder nominiert. Sie kam dann aber in dem Spiel ebenso wenig zum Einsatz wie beim darauf folgenden Spiel in der EM-Qualifikation gegen Slowenien, da sie aufgrund einer Verletzung absagen musste. Damit verpasste sie erstmals drei Länderspiele in Folge und ihr 100. Länderspiel musste verschoben werden. Dies gelang ihr dann am 3. Juni 2016, allerdings verlor sie mit ihrer Mannschaft im heimischen Falkirk mit 0:4 gegen Island ein für den Gruppensieg in der EM-Qualifikation vorentscheidendes Spiel, wodurch sie auf den zweiten Platz zurück fielen. Zwar konnten die Schottinnen das Rückspiel in Island mit 2:1 gewinnen, in der Addition der Tore waren die Isländerinnen aber besser. Dennoch reichte es für die Schottinnen um sich als beste Gruppenzweite erstmals für die Endrunde zu qualifizieren. Dort trafen sie im Juli 2017 im ersten Spiel auf die Engländerinnen. Jennifer Beattie musste aber aufgrund einer Knöchelverletzung kurz vor der EM aus dem Kader gestrichen werden.
In der Qualifikation zur WM 2019 gehörte sie zu den sieben Schottinnen, die alle acht Spiele mitmachte, wobei sie keine Minute verpasste. Die Schottinnen qualifizierten sich erstmals für die WM, wo sie wie bei der EM im ersten Spiel auf England trafen.
Am 15. Mai 2019 wurde sie für die WM nominiert. Bei der WM kam sie in den drei Gruppenspielen zum Einsatz. Nach zwei 1:2-Niederlagen gegen England und Ex-Weltmeister Japan, führten sie gegen Argentinien nach 69 Minuten mit 3:0, wobei ihr das zweite Tor gelungen war. Dann mussten sie aber noch drei Tore hinnehmen, davon das letzte entscheidende Tor durch einen nach Videobeweis wiederholten Strafstoß in der vierten Minute der Nachspielzeit. Dadurch schieden die Schottinnen als Gruppenletzte aus.
In der misslungenen Qualifikation für die EM 2022 kam sie in vier der acht Spiele zum Einsatz, wobei sie jeweils die volle Spielzeit auf dem Platz stand. In den ersten fünf Spielen der laufenden Qualifikation für die WM 2023 fehlte sie verletzungsbedingt nur bei der 0:8-Rekordniederlage gegen Spanien. In der ebenfalls misslungenen Qualifikation zur WM 2023 wurde sie siebenmal eingesetzt.
Am 27. Januar 2023 gab sie ihren Rücktritt aus der Nationalmannschaft bekannt.

## Erfolge
- Englischer Meister: 2009/10, 2011, 2012 (mit Arsenal), 2016 (mit Manchester City)
- Englischer Pokal: 2010/11, 2012/13 (mit Arsenal), 2016/17, 2018/19 (mit Manchester City)
- Englischer Ligapokal: 2012 (mit Arsenal)
- Australischer Meister: 2015/16 (mit Melbourne City FC)
- WSL-Cup-Siegerin 2016, 2018/19 (mit Manchester City)